# Pic de Gabiédou
Ne doit pas être confondu avec Pic des Gabiétous oriental.
Le pic de Gabiédou (en espagnol punto de la Meseta) est un sommet des Pyrénées, situé sur la frontière franco-espagnole entre les Hautes-Pyrénées, en région Occitanie, et la province de Huesca dans la communauté d'Aragon, qui culmine à 2 809 ou 2 808 mètres d'altitude dans le massif de la Munia.

## Toponymie
En occitan gabiédou signifie « rhododendron ».

## Géographie
Il est situé entre le département des Hautes-Pyrénées en pays Toy en partie sud de la vallée de Héas sur la commune de Gavarnie-Gèdre et la vallée de Bielsa en Espagne.

### Topographie
Il est situé à l'est du col de Gabiédou, à l'ouest du port de la Canau, entre le cirque d'Estaubé et le cirque de Troumouse. Il surplombe la montagne du Grand Gabiédou au nord.

### Hydrographie
Le sommet délimite la ligne de partage des eaux entre le bassin de la Garonne côté nord, qui se déverse dans l'Atlantique, et le bassin de l'Èbre, qui coule vers la Méditerranée côté sud.

## Voies d'accès
Côté français, au départ de l'auberge du Maillet, où l'on stationne gratuitement (hors été) ou l'on accède par la route départementale 922 en direction du cirque de Troumouse il est accessible par un sentier le long du ruisseau du Maillet vers les pics d'Estaubé ou le col de Gabiédou.

## Protection environnementale
Le pic est situé dans le parc national des Pyrénées et fait partie d'une zone naturelle protégée, classée ZNIEFF de type 1 : « Cirques d'Estaubé, de Gavarnie et de Troumouse » et de type 2 : « haute vallée du gave de Pau : vallées de Gèdre et Gavarnie ».